# Peter Howson
Peter Howson (ur. 22 maja 1919, zm. 1 lutego 2009) – australijski polityk, minister lotnictwa.
Był politykiem Liberalnej Partii Australii. W latach 1964–1968 był ministrem lotnictwa w rządach: Roberta Menziesa, Harolda Holta i Johna McEwena.